# Iznajmljivanje vakufa vakufu
Iznajmljivanje vakufa vakufu vrsta je pravnog odnosa u islamskom pravu. Jedna je od oblika zakupa. Davanje vakufskog dobra u zakup nastalo je kao odgovor ili kao potreba očuvanja vakufa od propadanja odnosno radi obnove devastirana vakufa čime bi mu se vratila funkcionalnost. Primjenjivao se kad vakuf nije imao sredstava za uložiti u izgradnju, oživljenje ili očuvanje svojih dobara. Muslimani su pokušavali riješiti tako da jedan vakuf pomogne osnivanjem vakufa. Česta je bila takva praksa. Radi sprječavanja propadanja i vraćanja u funkciju, drugi vakif je obnavljao ili gradio novi vakuf na postojećem vakufu. Dogovorenu visinu zakupa mukatu drugi je vakuf plaćao prvom vafku, a ovaj ju je trošio u svrhe određene vakufnamom. Drugi modeli su idžaretejn vakuf i mukata vakuf.